# Wordsworth Donisthorpe

Wordsworth Donisthorpe filmte London’s Trafalgar Square traffic 1890; Das sind die erhalten gebliebenen 10 Bilder

Wordsworth Donisthorpe (* 24. März 1847 in Leeds, England; † 30. Januar 1914 in Shottermill, England) war ein englischer Rechtsanwalt und der erste Mensch, der versuchte, ein Tonaufzeichnungsgerät mit einer Kamera zu verschmelzen.

## Leben
Donisthorpe baute 1876 in London eine Plattenkamera zur Aufnahme von acht Bildern in der Sekunde. Er verwendete Trockenplatten, die nach der Belichtung von einem oberen Magazin in ein unteres rutschten. Er machte damit auch Zeitrafferaufnahmen. Es wurde ihm am 9. November 1876 das britische Patent Nr. 4344 ausgestellt. Zusammen mit William Crofts entwickelte er ein Verfahren zur Aufnahme und Projektion mit kontinuierlich laufendem Papierband, das sie 1889 beschrieben: Brevet Français 209'174 vom 28. Oktober 1890, Britisches Patent, Nr. 12'921, vom 15. November 1890 und Deutsches Reichs-Patent 58'166 vom 9. November 1890. 1893 sandte er eines seiner unperforierten Bildbänder an Jean-Aimé „Acme“ LeRoy.
1885 war er Mitbegründer der British Chess Association und des British Chess Club.